# Фоли Бержер
„Фоли Бержер“ (на френски: Folies Bergère) е знаменито вариете, кабаре и концертна зала в Париж, Франция. Намира се на адрес улица „Рише“ 32, 9-и арондисман.
От 1890 до 1920 г. се ползва с невероятна популярност. Фасадата е обновена през 1929 г. в стил ар деко. Първоначалната идея е това да бъде опера. Отваря врати на 2 май 1869 г. под името „Фоли Тревиз“ (на френски: Folies Trévise). Програмата по онова време включва основно оперети и комични опери.
Сред известните изпълнители, които са участвали там, са Чарли Чаплин, Морис Шевалие, Фернандел, Ела Фицджералд, Елтън Джон, Марсел Марсо, Ив Монтан, Едит Пиаф, Франк Синатра и много други.